# 미라 반팅
미라 반팅(덴마크어: Mira Wanting, 1978년 4월 19일 ~ 2012년 12월 22일)은 덴마크의 배우이다.
덴마크에서 태어났으며 코펜하겐에서 사망하였다. 사인은 자궁경부암이다.

## 영화
- 칼라 앤드 조나스 (2010년)
- 룸 205 (2007년)
- 스페니쉬 아파트먼트 (2002년)
- 어머니와 아들 (2000년)
- 러브 히컵 (1999년)